# 国際グリム賞
国際グリム賞（こくさいグリムしょう、The International Brothers Grimm Award）は、児童文学の振興に寄与するため世界における児童文学の研究者を対象に贈られる賞。1986年、グリム兄弟（次男のヴィルヘルム・グリム）生誕200周年及び大阪府立大手前高等学校開校100周年記念事業として大手前高校の同窓会・金蘭会と大阪府立国際児童文学館が共同で創設し、1987年に第1回表彰が行われた。
国際児童図書評議会（IBBY）主催の国際アンデルセン賞と交互に開催するため、表彰式は隔年単位で奇数年に行われる。

## 受賞者一覧
- 第1回（1987年） - クラウス・ドーデラー（西ドイツ）
- 第2回（1989年） - ヨーテ・クリングベリ（スウェーデン）
- 第3回（1991年） - ジェームス・フレーザー（アメリカ）
- 第4回（1993年） - 鳥越信（日本）
財団法人大阪国際児童文学館・常務理事。大阪国際児童文学館の基となった12万点の児童書を中心とする「鳥越コレクション」を収集、1979年に大阪府へ寄贈。
- 第5回（1995年） - ドニース・エスカルピ（フランス）
- 第6回（1997年） - テオドール・ブリュッゲマン（ドイツ）
- 第7回（1999年） - ジャック・ザイプス（英語版）（アメリカ）
- 第8回（2001年） - ジャン・ペロ（フランス）
- 第9回（2003年） - ピーター・ハント（英語版）（イギリス）
- 第10回（2005年） - マリア・ニコラエヴァ（英語版）（スウェーデン）
- 第11回（2007年） - ジョン・スティーヴンス（オーストラリア）
- 第12回（2009年） - 神宮輝夫（日本）
- 第13回（2011年） - 蒋風（中国）
- 第14回（2013年） - キンバリー・レイノルズ（イギリス）
- 第15回（2015年） - ペリー・ノーデルマン（カナダ）
- 第16回（2017年） - ロバータ・シーリンガー・トライツ（英語版）（アメリカ）
- 第17回（2019年） - 三宅興子（日本）
- 第18回（2021年） - 朱自強（中国）
- 第19回（2023年） - クレア・ブラッドフォード（オーストラリア）
- 第20回（2025年） - エマー・オサリバン（ドイツ）